# Un atto di rivoluzione
Un atto di rivoluzione è un singolo del cantautore italiano Diodato, pubblicato il 4 ottobre 2024.

## Descrizione
Il brano è scritto e composto dallo stesso cantautore, che ha anche curato la produzione con Tommaso Colliva.

## Video musicale
Il video musicale è stato pubblicato l'11 ottobre 2024 attraverso il canale YouTube del cantautore.

## Tracce
Testi e musiche di Antonio Diodato.
1. Un atto di rivoluzione – 3:29